# 1943-as magyar gyeplabdabajnokság
Az 1943-as magyar gyeplabdabajnokság a tizenötödik gyeplabdabajnokság volt. A bajnokságban öt csapat indult el, a csapatok két kört játszottak.

## Tabella
| #  | Csapat     | M | Gy | D | V | G+ | G- | P  |
| -- | ---------- | - | -- | - | - | -- | -- | -- |
| 1. | BBTE       | 8 | 7  | 0 | 1 | 20 | 5  | 14 |
| 2. | Magyar HC  | 8 | 6  | 1 | 1 | 16 | 6  | 13 |
| 3. | Amateur HC | 8 | 3  | 1 | 4 | 6  | 8  | 7  |
| 4. | MAC        | 8 | 2  | 1 | 5 | 4  | 13 | 5  |
| 5. | BKE        | 8 | 0  | 1 | 7 | 1  | 15 | 1  |

* M: Mérkőzés Gy: Győzelem D: Döntetlen V: Vereség G+: Ütött gól G-: Kapott gól P: Pont